# Clostridium kluyveri
Clostridium kluyveri è una specie di batterio appartenente alla famiglia delle Clostridiaceae.